# Zanobi Poggino
Zanobi Poggino ou Poggini, Poggoni est un peintre italien du XVIe siècle  qui a été actif à Florence comme portraitiste et comme peintre de tableaux historiques.

## Biographie
Il fut l'élève de Giovanni Antonio Sogliani. Il est considéré comme un suiveur des Lippi (Fra Filippo Lippi et son fils Filippino Lippi).

## Œuvres
- Retable de la Cappella del Santissimo Sacramento (1549), Duomo de Prato
- Savonarola e i due compagni che indicano Firenze a Cristo e alla Vergine, Couvent San Domenico (Fiesole), probablement de sa main comme maestro di Domenico.
- Sainte Ursule et ses suivantes,
- Copies d'œuvres pour Bartolommeo Gondi[2]
- Copie d'une partie d'une œuvre (tête du Christ)  d'Andrea del Sarto[3]

## Source de traduction
- (en) Cet article est partiellement ou en totalité issu de l’article de Wikipédia en anglais intitulé « Zanobi Poggino » (voir la liste des auteurs).